# Buckeye (Arizona)
Buckeye – miasto w Stanach Zjednoczonych, w stanie Arizona, w hrabstwie Maricopa. Według spisu w 2020 roku, liczyło 91,5 tys. mieszkańców. Należy do obszaru metropolitalnego Phoenix. 
Jest najszybciej rozwijającym się miastem Stanów Zjednoczonych. W latach 2010–2020 populacja wzrosła o 79,9%. 